# Tribunal eclesiástico

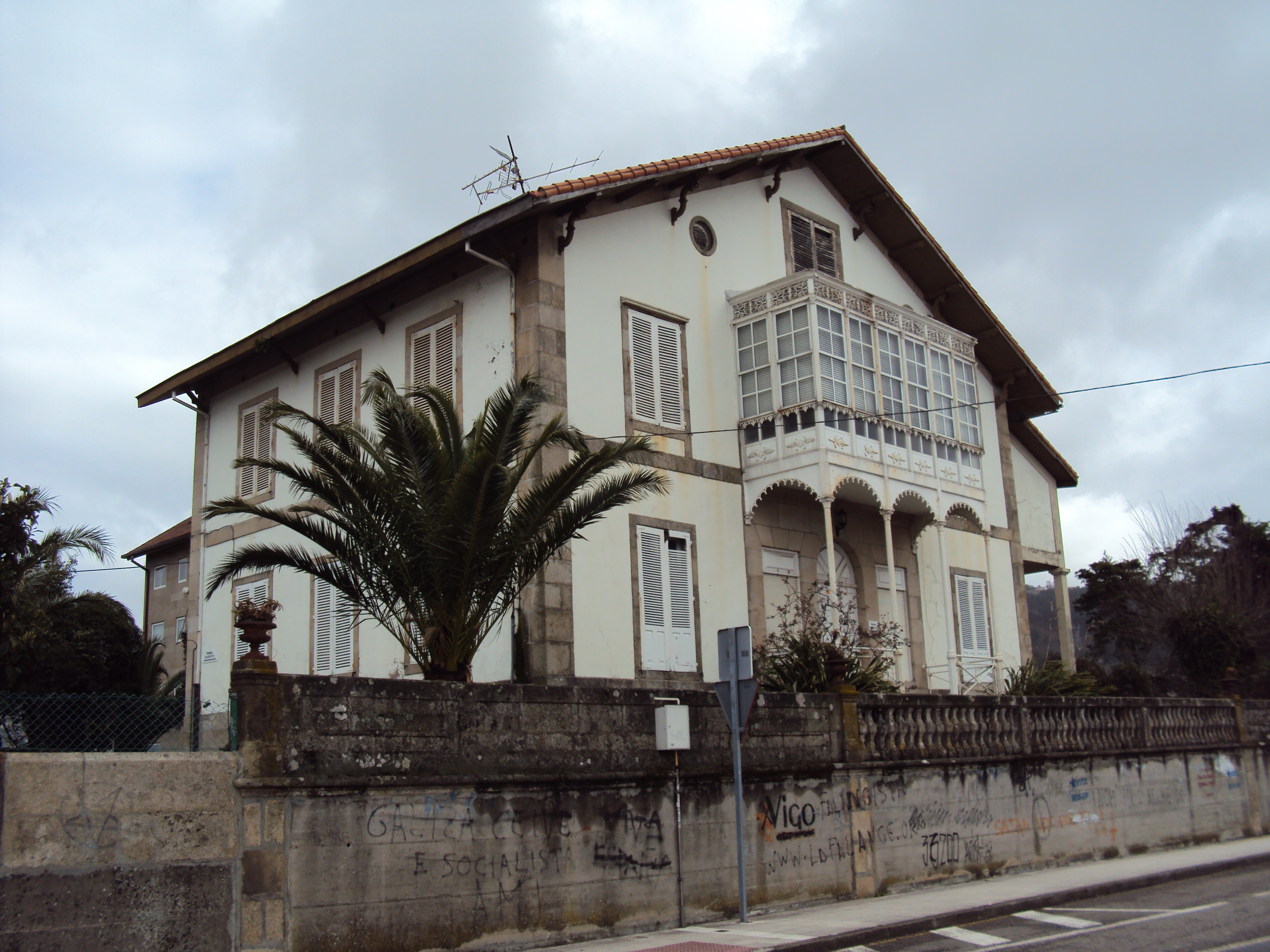
Sede do Tribunal Eclesiástico da Diocese de Tui-Vigo.

Tribunal Eclesiástico, na jurisdição  canônica católica, é o tribunal que admoesta os cristãos Católicos e propõe os caminhos salutares a serem seguidos em determinadas situações da sua vida eclesial e espiritual, a fim de uma vida plena.
A Igreja Católica é uma sociedade de pessoas que se relacionam, criando obrigações vinculantes que geram, às vezes, litígios e conflitos, que precisam de meios para facilitar e possibilitar a justiça. O processo canônico é, portanto, este meio jurídico, instrumento técnico utilizado para a resolução dos conflitos entre as pessoas na Igreja. Podem ser objeto de julgamento um fato jurídico a ser declarado (por ex., a validade ou não de um matrimônio etc.).
O Tribunal Eclesiástico é de fundamental importância para o exame, discussão e decisão de um assunto em questão de competência da Igreja. É assim constituído:
- Em cada diocese existe um Vigário Judicial, que julga em nome do bispo e preside o Tribunal Diocesano. Com ele, formam o Tribunal vários Juízes diocesanos que podem ser sacerdotes, diáconos e, inclusive, leigos, homens e mulheres (c. 1421); formam turnos ou colégios de três a cinco juízes, segundo a importância das causas. Assim, por exemplo, nas causas de nulidade matrimonial, o colégio deve estar integrado por três juízes (c. 1425).
- O Presidente do Tribunal pode designar um Juiz Auditor para realizar a instrução da causa (ouvir as partes e as testemunhas), escolhendo-o entre os juízes do Tribunal ou entre as pessoas aprovadas pelo Bispo para esta função. Tal juiz não julga a causa, mas apenas pergunta e ouve as pessoas envolvidas num processo. Pode ser clérigo ou leigo que se distinga pelos bons costumes, prudência e doutrina (c. 1428, parágrafos 1 e 2). Ao juiz auditor cabe unicamente recolher as provas e entregá-las aos outros juízes.
- O presidente do Tribunal pode também nomear um Relator entre os juízes do colégio, o qual informará na reunião do Tribunal sobre a causa e redigirá por escrito a sentença (c. 1429).
- O Promotor de Justiça é o encarregado de vigiar e defender os interesses do bem comum da comunidade (c. 1431), enquanto que o Defensor do Vínculo é destinado para defender o valor do sacramento do matrimônio e da ordem sacra (c. 1432); estes dois ofícios, de promotor de justiça e de defensor do vínculo, podem também ser desempenhados por leigos.
- O Notário anota as perguntas do juiz auditor e os depoimentos; é ele quem dá a fé pública (garantia de validade) de todo ato do Tribunal e também, como norma, pode ser leigo (c. 1437).
- Finalmente, nos Tribunais Eclesiásticos, aparecem também os Advogados e Procuradores. O advogado é o conselheiro jurídico de uma das partes. É competência do juiz presidente da causa em pauta solicitar exames com Peritos.
Após passar pelo julgamento do Tribunal Eclesiástico do seu território de origem, o fiel só pode recorrer à Rota Romana um outro Tribunal que tem sede em Roma e que tem o Papa como o Juiz Supremo. Após esse tribunal não pode-se mais recorrer.

## Exemplos concretos
- Se uma pessoa casou-se com uma mulher que mentiu sobre ter outros filhos, entende-se que a conjuntura impediu a um consentimento pleno, e como o sacramento do matrimônio parte dos noivos, ele, o noivo, tem recorre ao tribunal para a declaração de nulidade do casamento (o sagrado matrimónio não aconteceu).
- Qualquer católico tem o direito de reclamar junto ao tribunal medidas contra um padre, que revelou segredos confiados ao  durante o sacramento do perdão, ou seja, a confissão.